# Branica (obwód Chaskowo)
Branica (bułg. Браница) – wieś w południowej Bułgarii, w obwodzie Chaskowo, w gminie Charmanli. Według danych Narodowego Instytutu Statystycznego, 31 grudnia 2011 roku wieś liczyła 130 mieszkańców.